# Velenov
Velenov (in tedesco Wellenau) è un comune della Repubblica Ceca facente parte del distretto di Blansko, in Moravia Meridionale.